# Wording van de Unie van Zuid-Afrika

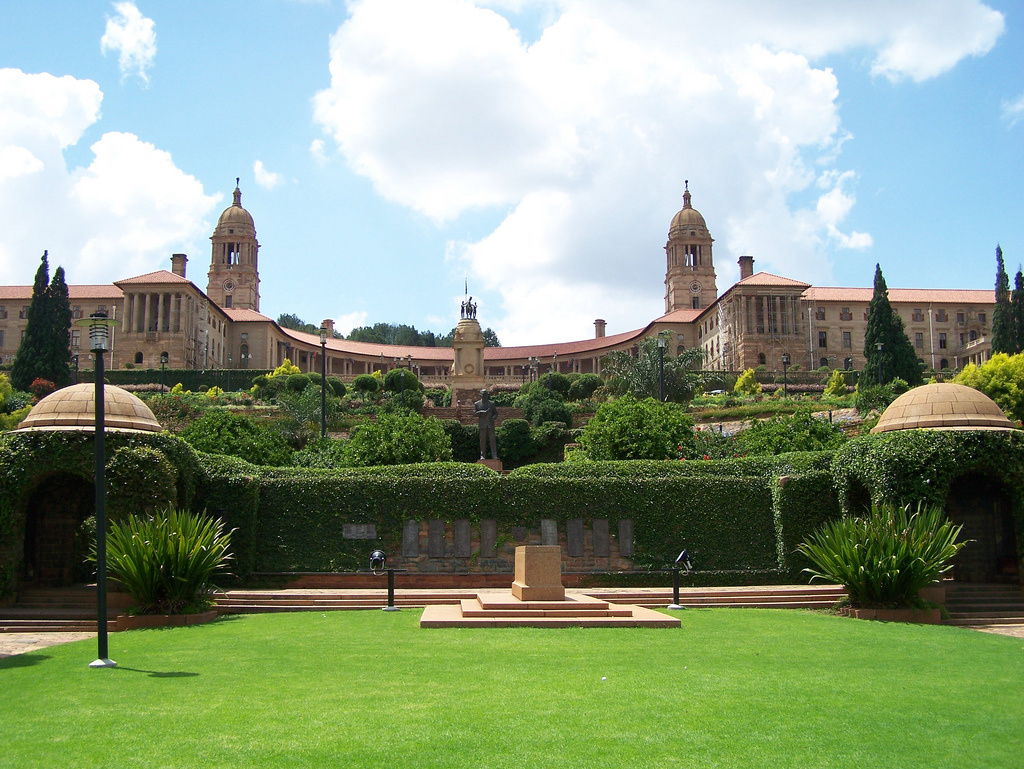
Het Uniegebouw, het symbool van de Uniewording. Het Uniegebouw bestaat uit een Engelse en Nederlandse vleugel, om de vereniging van Zuid-Afrika te symboliseren.

De wording van de Unie van Zuid-Afrika, in Zuid-Afrika bekend als Uniewording, was de vereniging van vier Britse koloniën – de Kaapkolonie en Natal, en de voormalig Nederlandse onafhankelijke republieken Transvaal en Oranjerivierkolonie – in Zuid-Afrika te verenigen tot één land. Dit proces begon op 6 april 1652, toen de VOC onder leiding van Jan van Riebeeck in de Kaap de Goede Hoop een Nederlandse handelspost stichtte, en het proces werd voltooid op 20 september 1909, toen het Britse parlement de Zuid-Afrika Wet aannam, waarin de vereniging van vier Britse koloniën (inclusief de veroverde Nederlandse republieken) op 31 mei 1910 in de Unie van Zuid-Afrika werd voorzien.

## Mislukte Engelse pogingen
Een eerste plan van Sir George Grey voor een federatie van de verschillende kolonies in Zuid-Afrika was afgewezen door de eigen Kaapse autoriteiten in 1858, als zijnde niet levensvatbaar.

### Oplegging door Londen
Maar later werd dit plan door de 4e graaf van Carnarvon, Brits Minister van Koloniën opgerakeld, na het succes van de federatie van Canada. Het opleggen van een federatie aan de koloniën was echter gedoemd te mislukken en leidde tot verontwaardiging in de hele regio. Enige conflicten volgden hieruit, zoals de Zoeloe-oorlog en de Eerste Boerenoorlog.
Graaf Carnarvon beoogde de toepassing van het Canadese model op Zuidelijk Afrika. Echter, de lokale overheid van de Kaapkolonie had vraagtekens bij de geschiktheid van een confederatief model voor Zuidelijk Afrika. Ook vond zij de timing van Carnarvon onverstandig. De Kaapse premier John Molteno had reeds gewaarschuwd dat een scheefgezakte confederatie instabiliteit en wrok tussen de te verenigen koloniën zou veroorzaken, en hij adviseerde een volledige unie, als zijnde een beter model voor Zuidelijk Afrika - maar alleen als deze unie economisch levensvatbaar zou zijn. De koloniale overheid in de Kaapkolonie was even daarvoor vervangen door een eigen verantwoordelijke regering met een nieuw verkozen parlement in Kaapstad. Dit parlement nam op 11 juni 1875 een resolutie aan dat een eventuele wens tot confederatievorming uit Zuidelijk Afrika zelf moest komen en dat deze vorming niet kan worden opgelegd door de Britse regering in Londen.
Lord Carnarvon stuurde hierop James Anthony Froude, een onbekende historicus, naar de Kaapkolonie om op een discrete manier de wens voor confederatie te onderzoeken. Froude testte de publieke opinie over een eventuele confederatieve staatsvorm en hij bracht direct verslag uit aan Carnarvon, toen hij weer terug was in Londen. Echter, het grote publiek in de Kaapkolonie zag hem als een vertegenwoordiger van de Britse regering en deze verdenking zorgde ervoor dat zijn reis geen succes was, in feite is kon hij de inwoners van de Kaapkolonie helemaal niet bewegen om over een andere staatsvorm na te denken.
Lord Carnarvon, nog steeds gebogen over het opleggen van confederatie aan Zuidelijk Afrika, benoemde daarop zijn politieke bondgenoot  Sir Bartle Frere tot gouverneur van de Kaapkolonie en als Hoge Commissaris voor Zuid-Afrika.

#### Onrust
Ernstige Afrikaanse opstanden begon kort daarna, in Zululand en over de betwiste Xhosa grens van de Kaapkolonie. Deze oorlog werd vervolgens bekend als de Negende Xhosa Oorlog. In deze oorlog verloor het beroemde Xhosa opperhoofd, Sandile, zijn leven. Na het einde van de oorlog werd, de Transkei (het grondgebied van de Gcaleka-stam), geannexeerd door de Britten.
Ondertussen hadden ook de uit de Kaapkolonie weggetrokken Nederlandse kolonisten wrok tegenover de Britten, omdat zij de "onafhankelijke" Oranje Vrijstaat behandelden als een (Britse) kolonie. Samen met de Zuid-Afrikaansche Republiek verklaarden zij in 1880, na enige provocaties van de Britten, de oorlog aan het Verenigd Koninkrijk: de Eerste Boerenoorlog (1880-1881) was geboren. De Britten verloren deze en erkenden de onafhankelijkheid van de Oranje Vrijstaat en de Zuid-Afrikaansche Republiek.

#### IJskast
Terwijl de Eerste Boerenoorlog werd uitgevochten, diende Lord Carnarvon ontslag in en hij verliet hierop zijn positie in het Britse kabinet.
Lord Carnarvon had verzuimd om de geopolitieke verschillen tussen Canada en Zuidelijk Afrika in kaart te brengen. Ook vergat hij de gevoeligheden in het Zuid-Afrikaanse politieke landschap mee te wegen. De tijdkeuze van de regeling was ook een ongunstige, omdat op dat moment dat de betrekkingen tussen de verschillende staten in Zuidelijk Afrika nog steeds fragiel waren wegens de vorige ronde Britse expansie.
Hierna verdween het plan om de "Britse" kolonies in Zuid-Afrika te verenigen naar Canadees voorbeeld in de ijskast. Mede omdat het Verenigd Koninkrijk de Nederlandstalige Boerenrepublieken Oranje Vrijstaat en de Zuid-Afrikaansche Republiek na de Eerste Boerenoorlog erkende als onafhankelijke staten.

## Tweede Boerenoorlog
Aan het einde van de Tweede Boerenoorlog in 1902 bedongen de verliezende Boeren grote mate van zelfbestuur in de nieuwe Britse kolonies. In het Verdrag van Vereeniging, dat een einde maakte aan de Tweede Boerenoorlog, was geregeld dat de overwonnen Oranje Vrijstaat en de Zuid-Afrikaansche Republiek niet bij de Engelse Kaapkolonie werden gevoegd, maar andere kolonies werden van het Britse Rijk: de Oranjerivierkolonie en de Transvaalkolonie. Tevens werd in het verdrag van Vereeniging geregeld dat er gezocht zou worden naar een alternatieve staatsvorm voor alle Britse kolonies in Zuid-Afrika.

#### Nationale Conventie
In 1908 en 1909 werd op de Nationale Conventie in Bloemfontein, besloten dat het nieuwe Zuid-Afrika een eenheidsstaat zou worden, met sterke macht voor de vier nieuwe provincies: de (Britse) Kaapprovincie en Natal enerzijds en de (Nederlandse) Oranje Vrijstaat en Transvaal anderzijds. Deze staat zou een sterke mate van zelfbestuur binnen het Verenigd Koninkrijk krijgen. Op deze Nationale Conventie werd de zogenaamde Zuid-Afrika Wet opgesteld, deze voorzag de stichting van de nieuwe Unie van Zuid-Afrika.

## Unie van Zuid-Afrika

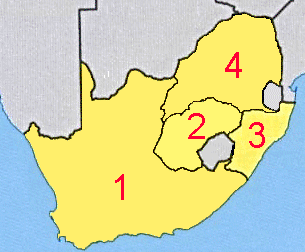
Provincies van de Unie van Zuid-Afrika.
(1) Kaapprovincie
(2) Oranje Vrijstaat
(3) Natal
(4) Transvaal

Op 20 september 1909 nam het Britse parlement de Zuid-Afrika Wet aan. Dezelfde dag werd deze nog getekend door koning Eduard VII van het Verenigd Koninkrijk. Deze wet bepaalde onder andere dat:
- De Unie van Zuid-Afrika een dominion werd van het Verenigd Koninkrijk;
- Deze Unie op 31 mei 1910 zijn status zou krijgen;
- Nederlands en Engels de officiële talen van de Unie van Zuid-Afrika zijn;
- Het Nederlands en Engels op gelijke voet behandeld worden;
- Kaapstad (parlement), Bloemfontein (gerechtshof) en Pretoria (regeringszetel) de drie officiële hoofdsteden zijn;
- De gehele staatsinrichting van de nieuwe werd in de Zuid-Afrika Wet vastgelegd.